# Kalbreyeriella cabrerae
Kalbreyeriella cabrerae är en akantusväxtart som beskrevs av Emery Clarence Leonard. Kalbreyeriella cabrerae ingår i släktet Kalbreyeriella och familjen akantusväxter. Inga underarter finns listade i Catalogue of Life.